# UBS AG
UBS AG je največja švicarska banka s sedežem v Zurichu in Baslu.